# Campeonato Mundial de Vóley Playa de 2001
El III Campeonato Mundial de Vóley Playa se celebró en Klagenfurt (Austria) entre el 1 y el 5 de agosto de 2001 bajo la organización de la Federación Internacional de Voleibol (FIVB) y la Federación Austriaca de Voleibol.
El torneo se celebró en el estadio de arena a orillas del lago Wörthersee, en las instalaciones del Europapark, al oeste de la ciudad austriaca.

## Medallistas
| Evento    | Oro                                      | Plata                                   | Bronce                                           |
| --------- | ---------------------------------------- | --------------------------------------- | ------------------------------------------------ |
| Masculino | Mariano Baracetti Martín Conde Argentina | José Loiola · Ricardo Santos · Brasil   | Jørre Kjemperud · Vegard Høidalen · Noruega      |
| Femenino  | Shelda Bedê · Adriana Behar · Brasil     | Sandra Pires · Tatiana Minello · Brasil | Eva Celbová · Soňa Dosoudilová · República Checa |

### Final masculina
|  | Semifinales                                 | Semifinales                           |          |                                       | Final                                       | Final    |  |
|  |                                             |                                       |          |                                       |                                             |          |  |
|  |                                             |                                       |          |                                       |                                             |          |  |
|  |                                             |                                       |          |                                       |                                             |          |  |
|  | Mariano Baracetti Martín Conde Argentina    | 21                                    |          |                                       |                                             |          |  |
|  | Rob Heidger Chip McCaw Estados Unidos       | 16 16                                 |          |                                       |                                             |          |  |
|  |                                             |                                       |          |                                       |                                             |          |  |
|  |                                             |                                       |          |                                       |                                             |          |  |
|  |                                             |                                       |          |                                       | Mariano Baracetti Martín Conde Argentina    | 25 12 20 |  |
|  |                                             | José Loiola · Ricardo Santos · Brasil | 23 21 18 |                                       |                                             |          |  |
|  |                                             |                                       |          |                                       |                                             |          |  |
|  |                                             |                                       |          |                                       |                                             |          |  |
|  |                                             |                                       |          |                                       | Tercer Puesto                               |          |  |
|  |                                             |                                       |          |                                       |                                             |          |  |
|  | Jørre Kjemperud · Vegard Høidalen · Noruega | 31 19 12                              |          | Rob Heidger Chip McCaw Estados Unidos | 16 14                                       |          |  |
|  | José Loiola · Ricardo Santos · Brasil       | 29 21 15                              |          |                                       | Jørre Kjemperud · Vegard Høidalen · Noruega | 21       |  |

### Final femenina
|  | Semifinales                                      | Semifinales                             |       |                                                  | Final                                        | Final |  |
|  |                                                  |                                         |       |                                                  |                                              |       |  |
|  |                                                  |                                         |       |                                                  |                                              |       |  |
|  |                                                  |                                         |       |                                                  |                                              |       |  |
|  | Eva Celbová · Soňa Dosoudilová · República Checa | 15 16                                   |       |                                                  |                                              |       |  |
|  | Shelda Bedê · Adriana Behar · Brasil             | 21                                      |       |                                                  |                                              |       |  |
|  |                                                  |                                         |       |                                                  |                                              |       |  |
|  |                                                  |                                         |       |                                                  |                                              |       |  |
|  |                                                  |                                         |       |                                                  | Shelda Bedê · Adriana Behar · Brasil         | 21    |  |
|  |                                                  | Sandra Pires · Tatiana Minello · Brasil | 16 18 |                                                  |                                              |       |  |
|  |                                                  |                                         |       |                                                  |                                              |       |  |
|  |                                                  |                                         |       |                                                  |                                              |       |  |
|  |                                                  |                                         |       |                                                  | Tercer Puesto                                |       |  |
|  |                                                  |                                         |       |                                                  |                                              |       |  |
|  | Sandra Pires · Tatiana Minello · Brasil          | 21 13 15                                |       | Eva Celbová · Soňa Dosoudilová · República Checa | 21                                           |       |  |
|  | Barbara Fontana Elaine Youngs Estados Unidos     | 19 21 13                                |       |                                                  | Barbara Fontana Elaine Youngs Estados Unidos | 17 19 |  |

## Medallero
| Núm. | País            | Oro | Plata | Bronce | Total |
| ---- | --------------- | --- | ----- | ------ | ----- |
| 1    | Brasil          | 1   | 2     | 0      | 3     |
| 2    | Argentina       | 1   | 0     | 0      | 1     |
| 3    | Noruega         | 0   | 0     | 1      | 1     |
| 4    | República Checa | 0   | 0     | 1      | 1     |
|      | TOTAL           | 2   | 2     | 2      | 6     |